# شركة بناء الطاقة الصينية
شركة بناء الطاقة الصينية ، التي تحمل العلامة التجارية "باور تشينا" ، هي شركة مملوكة بالكامل للدولة وتديرها لجنة مراقبة وإدارة الأصول المملوكة للدولة الصينية وجزء من صناعة الإنشاءات الهندسية الثقيلة والمدنية. تتكون باور تشينا من 779 شركة تحت إشرافها. في عام 2020، احتلت شركة باور تشينا المرتبة 157 بين شركات
فورتشن غلوبال 500 والمرتبة 41 بين أفضل 500 شركة في الصين .
تشمل العلامات التجارية لشركة باور تشينا في الخارج هايدروتشاينا ، تشايناهايدرو، أتش دي إي سي، (سيبكو3) [الإنجليزية] . لدى باور تشينا مشاركة في أكثر من 100 دولة بما في ذلك المشاركة في مشاريع مثل
- مشروع هيدروتشاينا داود لطاقة الرياح، باكستان
- السدود المتتالية لنهر نام أو، لاوس
- مشروع داو تينغ للطاقة الشمسية، فيتنام
- بوابة ملقا، ماليزيا
- محطة لامو لتوليد الطاقة بالفحم، كينيا
- محطة أياجو للطاقة الكهرومائية، أوغندا
- محطة كيبا للطاقة الكهرومائية، أوغندا
- سد مروي، السودان
- محطة بوالجو للطاقة الكهرومائية، غانا
- مشروع ميناء قاسم الباكستاني للطاقة
- مصنع زيمبابوي-زيمبابوي [5]
- تطوير الطريق السريع 2، إسرائيل

تشمل المشاركة في مشاريع داخل الصين مشروع الخوانق الثلاثة ، ومحطة زوكسيان للطاقة ، ومزرعة لونغ يوان رودونغ لرياح المد والجزر ، وخط السكك الحديدية عالي السرعة بين بكين وشانغهاي .
في نوفمبر 2020، أعلن يان تشيونغ، رئيس شركة باور تشينا ، وكذلك وسائل الإعلام الحكومية الصينية، عن بناء سد "فائق" على نهر يارلونغ زانغبو ، وهو أكبر بثلاث مرات من أكبر مشروع للطاقة الكهرومائية الحالي في العالم، وهو سد صيني أيضًا. مشروع الخوانق الثلاثة (سد الممرات الثلاثة) .